# کشور

نقشه کشورهای جهان

کِشوَر بخشی متمایز از جهان است، مانند یک ایالت، ملت یا دیگر نهادهای سیاسی. هنگامی که به یک نهاد خاص اشاره می‌شود، اصطلاح "کشور" ممکن است به یک دولت مستقل، دولتی با شناسایی محدود، کشور وابسته یا سرزمین وابسته اشاره کند. بیشتر دولت‌های مستقل، اما نه تمام کشورها، اعضای سازمان ملل هستند. هیچ توافق جهانی درباره تعداد "کشورها" در جهان وجود ندارد، زیرا چندین دولت وضعیت حاکمیت مورد مناقشه یا شناسایی محدود دارند و تعدادی از نهادهای غیر مستقل به طور معمول به عنوان کشور در نظر گرفته می‌شوند.
تعریف و استفاده از واژه "کشور" انعطاف‌پذیر است و در طول زمان تغییر کرده است. نشریه اکونومیست در سال ۲۰۱۰ نوشت که "هر تلاشی برای یافتن یک تعریف واضح از کشور به زودی با انبوهی از استثنائات و ناهنجاری‌ها مواجه می‌شود."
مناطق بسیار کوچکتر از یک نهاد سیاسی ممکن است به عنوان "کشور" نامیده شوند، مانند "کشور غربی" در انگلستان، "کشور آسمان بزرگ" (که در زمینه‌های مختلف غرب آمریکا استفاده می‌شود)، "کشور زغال‌سنگ" (که برای توصیف مناطق معدن زغال‌سنگ به کار می‌رود) یا به سادگی "کشور" (که برای توصیف یک منطقه روستایی استفاده می‌شود). اصطلاح "کشور" (در زبان انگلیسی) همچنین به عنوان یک توصیف‌کننده به کار می‌رود، مانند موسیقی کانتری یا زندگی روستایی. (country)

## برخی از انواع کشورها
- کشور جزیره‌ای
- کشور مجمع‌الجزایری
- کشور محصور در خشکی

## کشورهای جهان
| شماره | نام کشور               |
| ----- | ---------------------- |
| ۱     | افغانستان              |
| ۲     | آلبانی                 |
| ۳     | الجزایر                |
| ۴     | آندورا                 |
| ۵     | آنگولا                 |
| ۶     | آنتیگوا و باربودا      |
| ۷     | آرژانتین               |
| ۸     | ارمنستان               |
| ۹     | استرالیا               |
| ١٠    | ایران                  |
| ۱۱    | اتریش                  |
| ۱۲    | جمهوری آذربایجان       |
| ۱۳    | باهاما                 |
| ۱۴    | بحرین                  |
| ۱۵    | بنگلادش                |
| ۱۶    | باربادوس               |
| ۱۷    | بلاروس                 |
| ۱۸    | بلژیک                  |
| ۱۹    | بلیز                   |
| ۲۰    | بنین                   |
| ۲۱    | بوتان                  |
| ۲۲    | بولیوی                 |
| ۲۳    | بوسنی                  |
| ۲۴    | هرزگوین                |
| ۲۵    | بوتسوانا               |
| ۲۶    | برزیل                  |
| ۲۷    | برونئی                 |
| ۲۸    | بلغارستان              |
| ۲۹    | بورکینافاسو            |
| ۳۰    | بوروندی                |
| ۳۱    | کامبوج                 |
| ۳۲    | کامرون                 |
| ۳۳    | کانادا                 |
| ۳۴    | کیپ ورد                |
| ۳۵    | جمهوری آفریقای مرکزی   |
| ۳۶    | چاد                    |
| ۳۷    | شیلی                   |
| ۳۸    | چین                    |
| ۳۹    | کلمبیا                 |
| ۴۰    | کوموروس (قمر)          |
| ۴۱    | جمهوری کنگو            |
| ۴۲    | جمهوری دمکراتیک کنگو   |
| ۴۳    | کوزوو                  |
| ۴۴    | کویت                   |
| ۴۵    | قرقیزستان              |
| ۴۶    | لائوس                  |
| ۴۷    | لتونی                  |
| ۴۸    | لبنان                  |
| ۴۹    | لسوتو                  |
| ۵۰    | لیبریا                 |
| ۵۱    | لیبی                   |
| ۵۲    | لیختن‌شتاین             |
| ۵۳    | لیتوانی                |
| ۵۴    | لوگزامبورگ             |
| ۵۵    | مقدونیه شمالی          |
| ۵۶    | ماداگاسکار             |
| ۵۷    | مالاوی                 |
| ۵۸    | مالزی                  |
| ۵۹    | مالدیو                 |
| ۶۰    | مالی                   |
| ۶۱    | مالت                   |
| ۶۲    | جزایر مارشال           |
| ۶۳    | موریتانی               |
| ۶۴    | موریس                  |
| ۶۵    | مکزیک                  |
| ۶۶    | ایالات فدرال میکرونزی  |
| ۶۷    | مولدوا                 |
| ۶۸    | موناکو                 |
| ۶۹    | مغولستان               |
| ۷۰    | مونته‌نگرو              |
| ۷۱    | مراکش                  |
| ۷۲    | موزامبیک               |
| ۷۳    | میانمار                |
| ۷۴    | نامیبیا                |
| ۷۵    | نائورو                 |
| ۷۶    | نپال                   |
| ۷۷    | هلند                   |
| ۷۸    | نیوزیلند               |
| ۷۹    | نیکاراگوئه             |
| ۸۰    | نیجر                   |
| ۸۱    | نیجریه                 |
| ۸۲    | کره شمالی              |
| ۸۳    | نروژ                   |
| ۸۴    | عمان                   |
| ۸۵    | پاکستان                |
| ۸۶    | پائولو                 |
| ۸۷    | پاناما                 |
| ۸۸    | پاپوآ گینه نو          |
| ۸۹    | پاراگوئه               |
| ۹۰    | پرو                    |
| ۹۱    | فیلیپین                |
| ۹۲    | کاستاریکا              |
| ۹۳    | ساحل عاج               |
| ۹۴    | کرواسی                 |
| ۹۵    | کوبا                   |
| ۹۶    | قبرس                   |
| ۹۷    | چک                     |
| ۹۸    | دانمارک                |
| ۹۹    | جیبوتی                 |
| ۱۰۰   | جمهوری دومینیکن        |
| ۱۰۲   | تیمور شرقی             |
| ۱۰۳   | اکوادور                |
| ۱۰۴   | مصر                    |
| ۱۰۵   | السالوادور             |
| ۱۰۶   | گینه استوایی           |
| ۱۰۷   | اریتره                 |
| ۱۰۸   | استونیا                |
| ۱۰۹   | اتیوپی                 |
| ۱۱۰   | فیجی                   |
| ۱۱۱   | فنلاند                 |
| ۱۱۲   | فرانسه                 |
| ۱۱۳   | گابون                  |
| ۱۱۴   | گامبیا                 |
| ۱۱۵   | گرجستان                |
| ۱۱۶   | آلمان                  |
| ۱۱۷   | غنا                    |
| ۱۱۸   | یونان                  |
| ۱۱۹   | گرینلند                |
| ۱۲۰   | گرنادا                 |
| ۱۲۱   | گواتمالا               |
| ۱۲۲   | گینه                   |
| ۱۲۳   | گینه بیسائو            |
| ۱۲۴   | گویان                  |
| ۱۲۵   | هائیتی                 |
| ۱۲۶   | هندوراس                |
| ۱۲۷   | مجارستان               |
| ۱۲۸   | ایسلند                 |
| ۱۲۹   | هند                    |
| ۱۳۰   | اندونزی                |
| ۱۳۱   | ایران                  |
| ۱۳۲   | عراق                   |
| ۱۳۳   | ایرلند                 |
| ۱۳۴   | اسرائیل                |
| ۱۳۵   | ایتالیا                |
| ۱۳۶   | جامائیکا               |
| ۱۳۷   | ژاپن                   |
| ۱۳۸   | اردن                   |
| ۱۳۹   | قزاقستان               |
| ۱۴۰   | کنیا                   |
| ۱۴۱   | کیریباتی               |
| ۱۴۲   | لهستان                 |
| ۱۴۳   | پرتغال                 |
| ۱۴۴   | قطر                    |
| ۱۴۵   | رومانی                 |
| ۱۴۶   | روسیه                  |
| ۱۴۷   | روآندا                 |
| ۱۴۸   | سنت کیتس و نویس        |
| ۱۴۹   | نویس                   |
| ۱۵۰   | سنت لوسیا              |
| ۱۵۱   | سنت وینسنت             |
| ۱۵۲   | گرنادین‌ها              |
| ۱۵۳   | ساموآ                  |
| ۱۵۴   | سن مارینو              |
| ۱۵۵   | سائوتومه و پرینسیپ     |
| ۱۵۷   | عربستان سعودی          |
| ۱۵۸   | سنگال                  |
| ۱۵۹   | صربستان                |
| ۱۶۰   | سیشل                   |
| ۱۶۱   | سیرالئون               |
| ۱۶۲   | سنگاپور                |
| ۱۶۳   | اسلواکی                |
| ۱۶۴   | اسلوانی                |
| ۱۶۵   | جزایر سلیمان           |
| ۱۶۶   | سومالی                 |
| ۱۶۷   | جمهوری آفریقای جنوبی   |
| ۱۶۸   | کره جنوبی              |
| ۱۶۹   | اسپانیا                |
| ۱۷۰   | سریلانکا               |
| ۱۷۱   | سودان                  |
| ۱۷۲   | سورینام                |
| ۱۷۳   | سوازیلند               |
| ۱۷۴   | سوئد                   |
| ۱۷۵   | سوئیس                  |
| ۱۷۶   | سوریه                  |
| ۱۷۷   | تایوان                 |
| ۱۷۸   | تاجیکستان              |
| ۱۷۹   | تانزانیا               |
| ۱۸۰   | تایلند                 |
| ۱۸۱   | توگو                   |
| ۱۸۲   | تونگا                  |
| ۱۸۳   | ترینیداد و توباگو      |
| ۱۸۵   | تونس                   |
| ۱۸۶   | ترکیه                  |
| ۱۸۷   | ترکمنستان              |
| ۱۸۸   | توالو                  |
| ۱۸۹   | اوگاندا                |
| ۱۹۰   | اکراین                 |
| ۱۹۱   | امارات متحده عربی      |
| ۱۹۲   | بریتانیا               |
| ۱۹۳   | ایالات متحده آمریکا    |
| ۱۹۴   | اروگوئه                |
| ۱۹۵   | ازبکستان               |
| ۱۹۶   | وانوآتو                |
| ۱۹۷   | واتیکان                |
| ۱۹۸   | ونزوئلا                |
| ۱۹۹   | ویتنام                 |
| ۲۰۰   | یمن                    |
| ۲۰۱   | زامبیا                 |
| ۲۰۲   | زیمبابوه               |
| ۲۰۳   | آنگویلا                |
| ۲۰۴   | آروبا                  |
| ۲۰۵   | برمودا                 |
| ۲۰۶   | جزایر کوک              |
| ۲۰۷   | جزایر کوک              |
| ۲۰۸   | جزایر فارو             |
| ۲۰۹   | گویان فرانسه           |
| ۲۱۰   | گوادلوپ                |
| ۲۱۱   | مارتینیک               |
| ۲۱۲   | مایوت                  |
| ۲۱۳   | مونتسرات               |
| ۲۱۴   | کلدونیای جدید          |
| ۲۱۵   | نیووی                  |
| ۲۱۶   | منطقه خودمختار بوگن‌ویل |
| ۲۱۷   | فلسطین                 |

## اقتصاد کشورها

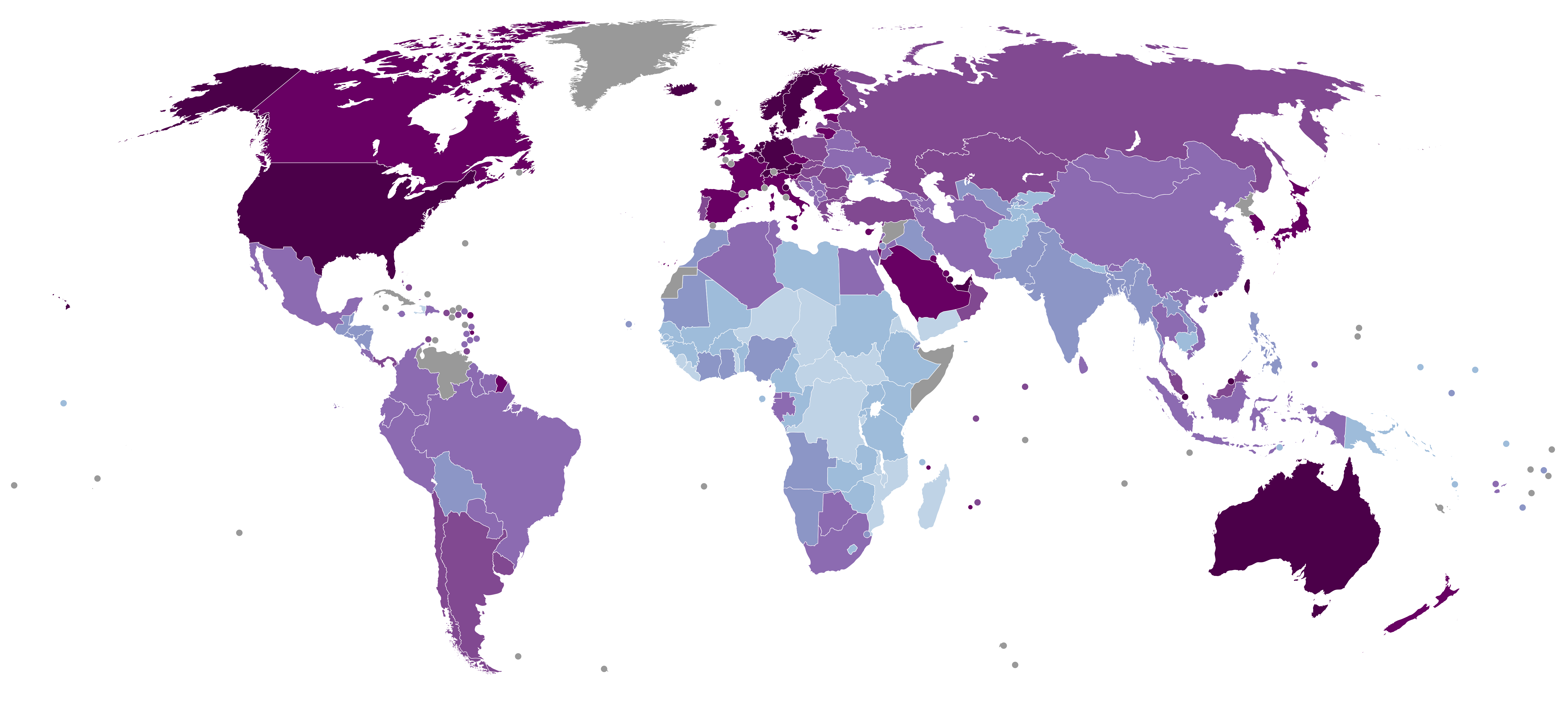
نقشه پراکندگی درآمد سرانه کشورها

هیچ کشوری تنها یک کالا تولید و مصرف نمی‌کند. هر کشوری مجموعه‌ای از کالاهای تولیدی و مصرفی دارد. بسیاری از کشورها دارای واحد پول ملی هستند، برخی نیز واحد پول یک کشور دیگر را به عنوان واحد پولی کشور خود جایگزین کرده‌اند. کشورهای عضو اتحادیه اروپا نیز واحد پول مشترک خود را دارند.